# Deepspot

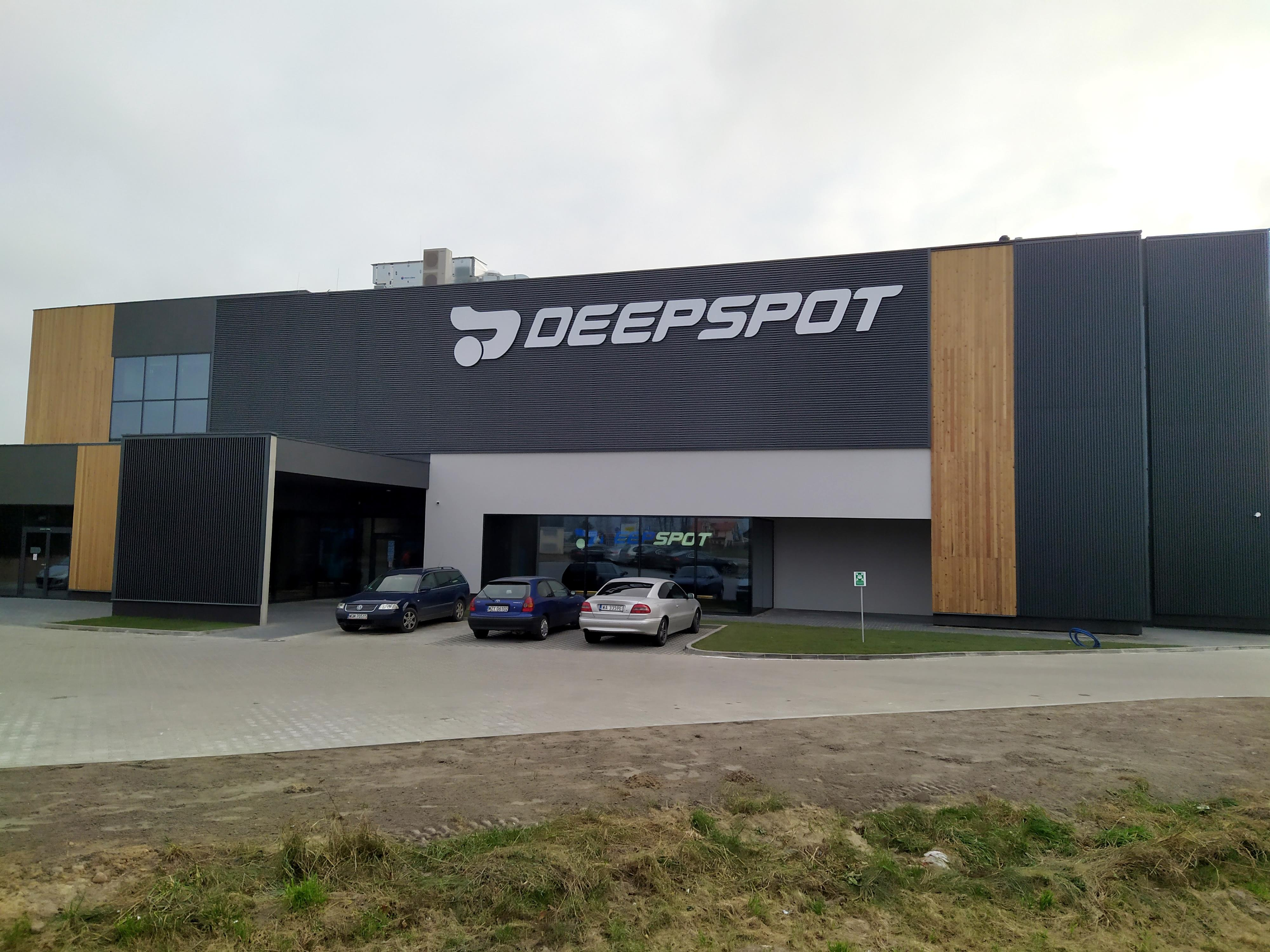
Budynek Deepspot w grudniu 2020 r.

Deepspot – basen nurkowy przeznaczony do freedivingu i nurkowania sportowego, zlokalizowany w Mszczonowie w powiecie żyrardowskim. Został otwarty 21 listopada 2020.
Deepspot ma głębokość 45,4 metrów. W chwili otwarcia był najgłębszym basenem nurkowym na świecie, głębszym o 3,4 m od poprzedniego rekordzisty basenu Y-40 w Padwie. W lipcu 2021 otwarto jeszcze głębszy basen – Deep Dive Dubai w Dubaju o głębokości 60 m. Oczekuje się ponadto, że w 2023 roku zostanie otwarty planowany w Liverpoolu basen Blue Abyss o głębokości 50 m.
Pojemność basenu wynosi 8000 metrów sześciennych. Pod powierzchnią wody został poprowadzony szklany tunel dla zwiedzających.

## Linki
- Strona oficjalna